# برج المپیک (مونیخ)
برج المپیک (به آلمانی: Olympiaturm) یک برج تلویزیونی با ارتفاع ۲۹۱ متر در پارک المپیک شهر مونیخ است.
در ارتفاع ۱۹۰ متری این برج یک سکوی تماشا به همراه نمایشگاه بزرگداشت پنجاهمین سالگرد گشایش برج وجود دارد. پیشتر در این فضا نمایشگاه کوچک یادبودهای موسیقی راک وجود داشت.
از زمان گشایش برج در سال ۱۹۶۸ میلادی، بیش از ۴۳ میلیون بازدیدکننده از آن ثبت شده‌اند. در ارتفاع ۱۸۲ متری برج رستوران گردانی با گنجایش ۲۳۰ نفر قرار گرفته است. هربار گردش این رستوران ۵۳ دقیقه طول می‌کشد.
برای بازدیدکنندگان دو عدد آسانسور با سرعت ۷ متر بر ثانیه و گنجایش ۳۰ نفر به ازای هر اتاق تعبیه شده‌اند. زمان بالا رفتن ۳۰ ثانیه است. برج المپیک مونیخ روزانه از ساعت ۹ صبح تا ۲۴ شب به روی بازدیدکنندگان باز است.